# ニュース対談
ニュース対談（ニュースたいだん）は、フジテレビで放送されたニュース番組。

## 概要
フジテレビ放送初日（1959年3月1日）から1965年9月まで放送された最終便報道番組。この番組が放送されている間、フジテレビはFNNを結成していなかったためFNNが冠としてつかなかった（ちなみにFNNが発足したのは1966年10月3日の事である）。

## 放送時間
いずれも放送終了時。
- 日 - 金曜日　22:45 - 22:55（JST）
- 土曜日　21:45 - 21:55（JST。22:00 - 23:30に『夜の十時劇場』放送のため）

## 主なキャスター
- 三木鮎郎
- 石川輝
- 露木茂（フジテレビアナウンサー）
- 永島信道（フジテレビアナウンサー）

## ネットしていた局
開局当時フジテレビは共同テレビニュース〔現・共同テレビジョン、現在は番組制作会社〕と特約しており、同じく現在のFNNに相当する共同との特約契約をしていた局をネットして放送していた。しかし、中には『きょうの出来事』（日本テレビ、1966年4月1日以降NNN系列）をネットしていた関係で放送していなかった局もあった。（札幌テレビ放送・仙台放送・広島テレビ放送）
- フジテレビ
- 東海テレビ（フジテレビ完全系列となった1962年4月1日からネット開始）
- 関西テレビ（フジテレビ開局と同時にネット開始、同局は前年に開局していた）
- 九州朝日放送（開局と同時にネット開始、1964年9月30日のNETテレビ系列一本化による打ち切りまで）→テレビ西日本（1964年10月1日の日本テレビ→フジテレビ系列変更によるネット開始から終了まで、それ以前はきょうの出来事をネットしていた）

| フジテレビ系列 最終版のニュース | フジテレビ系列 最終版のニュース | フジテレビ系列 最終版のニュース |
| 前番組                          | 番組名                          | 次番組                          |
| ------------------------------- | ------------------------------- | ------------------------------- |
| なし                            | ニュース対談                    | きょうのニュース                |